# Adolf av Hohenlohe-Ingelfingen
Adolf av Hohenlohe-Ingefingen, född 29 juli 1797, död 24 april 1873, var en tysk ståndsherre och politiker.

## Biografi
Adolf var son till Friedrich Ludwig, furst von Hohenlohe-Ingelfingen. Furstefamiljen mediatiserades 1806 till Kungariket Württemberg och var därefter titulärfurstlig.
Hohenlohe-Ingefingen representerade 1850 Preussen vid parlamentet i Erfurt, blev 1854 talman i Preussens herrehus, Preussens ministerpresident 1862 för att där efterträdas av Otto von Bismarck.